# NK Bistra
NK Bistra je nogometni klub iz Bistre.
U sezoni 2024./25. natječe se u 3. NL – Centar.

## Povijest
Nogometni klub Bistra osnovan je 1947. godine pod imenom Vatrogasac, a od 26. veljače 1961. nosi sadašnji naziv. Svojim neprekidnim radom svakako spada u jedno od starijih društava na ovom području.
Sredinom sedamdesetih, uz nezamjenjivu pomoć svih članova nogometnog društva i mještana cijele općine započinje izgradnja sportskih terena i sportskog doma. Plasman u III. HNL sredinom devedesetih ubraja se među veće uspjehe kluba. Sredina sedamdesetih godina prošlog stoljeća uz domaće dečke, upravu, zajedništvo bio je najveći uspjeh u povijesti kluba. Osim činjenice da su igrali lijep nogomet, igrali su protiv jače konkurencije i izgradili prateći objekt i teren.